# Internationaler Dienst für die Charismatische Erneuerung in der katholischen Kirche
Der Internationale Dienst für die Charismatische Erneuerung in der katholischen Kirche (englisch: International Catholic Charismatic Renewal Services; Abkürzung: ICCRS) unterstützt als internationale Organisation in der römisch-katholischen Kirche die Vernetzung der katholischen Gruppen der Charismatischen Erneuerung. Sie wurde als eine Vereinigung von Gläubigen vom Heiligen Stuhl anerkannt und arbeitet als ein Dienstleister zur Koordination, Information und Kommunikation innerhalb der katholischen Charismatischen Erneuerung. Zu dem Zweck ist sie weltweit mit 165 Gruppen im Kontakt. Außerdem ist sie die Verbindungsstelle zum Vatikan.

## Geschichte
Die Charismatische Erneuerung, die aus der Charismatischen Bewegung entstand, entwickelte sich auf Initiative  katholischer Studenten um 1967 an der Duquesne University in Pittsburgh (USA). In Gebetsgruppen und in der Freizeit trafen sich die Gläubigen und sammelten Erfahrungen in der gemeinsamen Spiritualität. Daraufhin gründeten sich in weiteren katholischen Universitäten der USA, so auch 1970 an der University of Notre Dame in South Bend (Indiana), von hier aus setzte sich die Charismatische Bewegung weltweit fort. An dieser Universität wurde auch ein „Internationales Kommunikationszentrum“ (ICO) gegründet, welches sich der Aufgabe widmete zwischen den Gruppierungen die Kontakte zu pflegen und sie in ihrer Arbeit zu unterstützen. Seit 1973 veröffentlichte das ICO ein Jahrbuch mit den bestehenden Gebetsgruppen. Im Jahr 1977 trafen sich 110 Personen aus 60 Nationen zu einer Besprechung, auf der ein „Internationaler Ausschuss“ ins Leben gerufen wurde, er übernahm die Arbeit des ICO. In Brüssel wurde 1978, dem offiziellen Gründungsjahr des ICCRS, zunächst ein International Catholic Charismatic Renewal Office (ICCRO) errichtet. Ihm gehörten neun Mitglieder aus Europa, Asien, Nordamerika, Südamerika und Ozeanien an. Als Kirchlicher Assistent fungierte Kardinal Léon-Joseph Suenens, der Erzbischof von Mecheln-Brüssel war. Um eine schnellere und intensivere Zusammenarbeit mit dem Heiligen Stuhl zu gewährleisten, zog das ICCRO 1980 nach Rom in den Vatikan. Damit war auch die Namensänderung zu International Catholic Charismatic Renewal Service (ICCRS) verbunden. Am 14. September 1993 wurde der ICCRS vom Päpstlichen Rat für die Laien als eine internationale Organisation päpstlichen Rechts anerkannt und in die Liste von Vereinen und Vereinigungen von Gläubigen aufgenommen. 

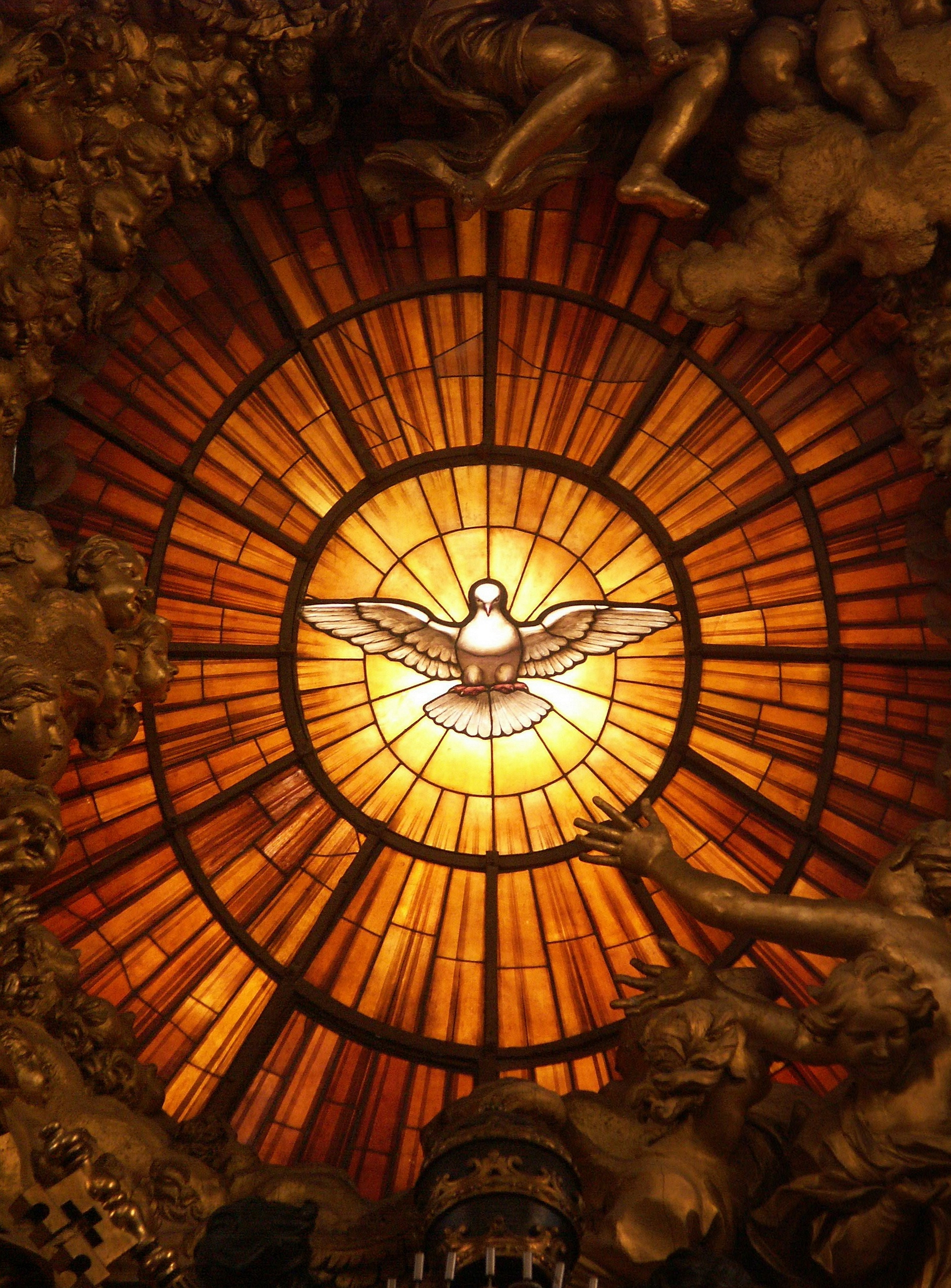
Die Taube als Symbol des Heiligen Geistes (Petersdom, Cathedra Petri, Gian Lorenzo Bernini) und der Charismatischen Bewegung

## Selbstverständnis
ICCRS will die Erneuerung auf der ganzen Welt fördern, hierzu unterstützt sie alle Gruppen in organisatorischer und kommunikativer Hinsicht. Voraussetzung hierzu ist die Treue zur katholischen Kirche und die Förderung von Gebetsgruppen und Gemeinschaften im Geiste der charismatischen Bewegung.

## Struktur und Verbreitung
Das Gremium wird durch einen Rat gebildet, der aus dem Präsidenten, dem Vizepräsidenten, dem Kirchlichen Assistenten (im Rang eines Bischofs) und zwölf Ratsmitgliedern besteht. Ein geschäftsführender Direktor leitet, unter Aufsicht des Präsidenten und auf der Basis der gegebenen Richtlinien und Beschlüsse, das Exekutivbüro. Dem ICCRS haben sich weltweit Gruppierungen und Organisation der Charismatischen Erneuerung aus 165 Ländern angeschlossen. Die Charismatische Erneuerung in der katholischen Kirche Deutschlands ist durch die Deutsche Bischofskonferenz anerkannt. Die Sprecher örtlicher Gruppen der Charismatischen Erneuerung werden vom jeweiligen Diözesanbischof bestätigt.

## Charismatische Bewegungen/Erneuerungen
Die letzte vom ICCRS durchgeführte Internationale Konferenz der Charismatischen Erneuerung wurde am 7. Juli 2014 in Uganda beendet. An ihr nahmen Delegierte aus 52 Ländern teil. Vom Päpstlichen Rat für die Laien wurden folgende Vereinigungen von Gläubigen, die aus der Charismatischen Bewegung entstanden, anerkannt: Chemin Neuf, Gemeinschaft der Seligpreisungen, Institut für Weltevangelisierung – ICPE-Mission, Gemeinschaft Emmanuel, Fondacio. Christen für die Welt, Catholic Fraternity und Katholische Gemeinschaft Schalom. Aus Anlass des 50. Jahrestags der Charismatischen Bewegung hat Papst Franziskus für 2017 zu einer großen Feier nach Rom eingeladen. Diese Veranstaltung wird vom ICCRS und der Catholic Fraternity gemeinsam organisiert.